# Lušci Palanka
Lušci Palanka (szerbül: Лушци Паланка) szerb falu Bosznia-Hercegovinában, a Bosznia-hercegovinai Föderáció Una-Szanai kantonjában, Sanski Most községben.

## Fekvése
Bosznia-Hercegovina északnyugati részén, Bihácstól légvonalban 45, közúton 60 km-re keletre, Sanski Most központjától légvonalban 18, közúton 24 km-re nyugatra, a Grmeč-hegység alatt, a Palanačko polje nevű karsztsíkságon fekszik. Áthalad rajta a Sanski Mostot Bosanska Krupával összekötő főút. Határában több bővizű forrás fakad, melyek vize azonban víznyelőkben tűnik el.

## Népessége
| Nemzetiségi csoport | Népesség 1991 | Népesség 2013 |
| ------------------- | ------------- | ------------- |
| Szerb               | 1050          | 216           |
| Bosnyák             | 0             | 3             |
| Horvát              | 0             | 2             |
| Jugoszláv           | 17            | 0             |
| Egyéb               | 12            | 5             |
| Összesen            | 1079          | 226           |

## Története
A történészek szerint a szomszédos Otiš falu területén állt a középkorban Lužac (Lusci) vára és városa, amelyet először 1323-ban említenek II. István bosnyák bán oklevelében. 1392-ben Dabiša István bosnyák király is említi oklevélben Lušcit, mely az oklevél szerint Donji krajban található. 1392. július 17-én a király kíséretével és seregével együtt Lušcén tartózkodott és kiadott egy chartát a raguzai lakosok küldöttsége részére, amelyben megerősítette minden korábbi jogukat és kiváltságukat. Figyelembe véve a jelenlévő nemesek számát és a hadsereget, valószínűleg Grmeč-hegység készült a király egy a magyar hadsereggel vívandó csatára.
Az Oszmán Birodalom 1463-ban hódította meg Boszniának ezt a vidékét. A népi hagyomány szerint néhány bosnyák katonai vezető sokáig harcolt ezeken a dombokon a hódítók ellen. Valószínűleg ekkor pusztult el a középkori vár és város, melynek helye ma sincs azonosítva. A szakemberek is csak közvetett bizonyítékokat látnak erre vonatkozóan. A középkori település neve ugyanis több környező földrajzi névben a 20. század elejéig fennmaradt. Talán erre utal a Jezernica víznyelőnél található Luščić nevű magaslat. A környező lakosság a Tukbobija, Otiš és Jelašinovac közötti mezőt mai is Lužačko poljénak nevezi. A Lužci szó szerepelt két közeli település, Lužci Palanka és Lužci Tukbobija nevében is, melyekből Lužci Paklanka község neve máig fennmaradt. Az osztrák-magyar uralom idején végzett boszniai népszámlálásokon Lužac községet 1910-ig önálló településként említik, ekkor azonban Lužci Tukbobija faluhoz csatolták. Az 1895-ös népszámláláskor Lušci községhez Mehmedagagići, Pothotiš, Selište, Vojnikovići és Lušci falvak tartoztak. Tekintettel arra, hogy Podhotiš és Vojnikovići falu a mai Otiš területén található, az Otiš-hegy lejtői alatt húzódó Otiš falu területén találhatók valószínűleg a középkori Lužac város maradványai is.
A középkori Lužacból a török korban Palanka lett. A nem messze tőle fekvő települést ma is Lušci Palankának hívják. A település valószínűleg egy török palánkvár körül alakult ki, amely egy nagyrészt fából épült erőd volt, amely egy fontos török utat ellenőrzött, amely Bosznia belsejéből Kamengradon vagy Stari Maidanon keresztül vezetett Bihácsig, vagyis a nyugati török határig. Az ismert dokumentumokban a török uralom legvégéig, tulajdonképpen az osztrákok által végzett első népszámlálásig egy szó sem esik Lušci-Palankáról. Érdekes, hogy Ivan Frano Jukić, aki 1842-ben háromszor haladt el ezen az úton, a mai Lušci-Palanka környékén egyetlen házra sem bukkant. Ezért azt feltételezik, hogy a palánkvár később, valamikor 1850 körül épült és a település csak ezután jöhetett létre. A település 1878-ig volt az Oszmán Birodalom része, majd 1878-tól az Osztrák-Magyar Monarchia része lett. Az első osztrák-magyar népszámlálás során, 1879-ben a településen 84 házat és 546 lakost számláltak, közülük 524 ortodox szerb és 22 muszlim volt. A falu állami elemi iskolája 1889-ben nyílt meg.
1910-ben 1233 lakosa volt. 1941-ben azok közé a falvak közé tartozott, ahol csak szerbek éltek. 1930-ban könyvtár és olvasókör működött a településen. A boszniai háború idején a Sana hadművelet során szerb lakossága a szerb csapatokkal együtt elmenekült a támadó bosnyák csapatok elől és közülük csak kevesen tértek vissza. 2013-ban a településnek már csak 226 állandó lakosa volt.

## Nevezetességei
- Az Úr mennybemenetele tiszteletére szentelt ortodox temploma 1903-ban épült. A második világháború idején a szentély a német megszálló által fogságba esett szerb civilek fogvatartására szolgált. A boszniai háború során a bosnyák 5. hadtest csapatai gránátokkal lőtték, majd ezt követően 1995-ben, de 1996-ban a békeidőszakban is többször kifosztották és megrongálták. Ugyanilyen sorsra jutott az ortodox parókai épülete is. A háború után mindkettőt újjáépítették.

- Lušci Palanka falu közelében, a Grmeč-hegy alatt, a Lušcai-mező nyugati szélén található a Suvaja-barlang. A barlang bejárata Bobiji faluban az út mellett található. Itt ered azonos nevű Suvaja-folyó, egy időszakos vízfolyás, melyet egy időszakos forrás táplál. A kutatás során megállapították, hogy a víz ebben a barlangban az Oko nevű víznyelőben történt eltűnése után 5-6 órával jelenik meg. Ez a jelenség arra utal, hogy a Suvaja-barlang és az Oko víznyelő között földalatti kapcsolat van.[5]